# Força Aérea da Moldávia
A Força Aérea da Moldávia é a força aérea nacional da Moldávia. Foi formada logo após a independência deste país da União Soviética em Agosto de 1991, sendo agora parte das Forças Armadas da Moldávia.

## Estrutura e história
Em 18 de março de 1992, a 275ª Brigada de Foguetes Antiaéreos em Chișinău da 60ª Corporação de Defesa Aérea soviética, equipada com mísseis superfície-ar, tornou-se parte da Força Aérea da Moldávia. Os elementos desta brigada serviram como unidade de defesa aérea durante a Guerra da Transnístria.
Em abril de 1992, a Força Aérea da Moldávia herdou o 86º Regimento de Aviação de Caça, equipado com Mikoyan MiG-29 na Base Aérea de Mărculești (no condado de Floreşti das Forças Aéreas da Frota do Mar Negro. A maior parte do pessoal deste regimento que não era da Moldávia, incluindo todos os pilotos e seu comandante, partiram para seus países de origem após esta transferência. Estes foram substituídos por moldávios retornando de serviço das Forças Armadas da União Soviética, dentre eles não muitos pilotos e poucos ainda podiam voar o MiG-29s. Durante a Guerra da Transnístria, em 22 de junho de 1992, um voo de dois MiG-29 bombardearam uma ponte sobre o Rio Dniestre, conectando Bender a Parcani. Nenhuma das bombas atingiu diretamente a ponta, apesar do 14º Exército de Guarda reconhecer que as bombas causaram perdas civis e que o fogo antiaéreo derrubou um dos caças. A Moldávia negou a perda e os registros de sua força aérea mostram que todos os MiG-29 retornaram à base após a missão.
Em 3 de setembro de 1993, a 275ª Brigada foi reorganizada junto à Brigada de Foguetes Antiaéreos Dimitrie Cantemir.
Em 1994 a força aérea consistia de 1.300 homens organizados em um regimento de caça, 1 esquadrão de helicópteros e 1 brigada de mísseis. Possuíam 31 MiG-29, 8 helicópteros Mi-8, 5 aeronaves de transporte (incluindo um Antonov An-72) e 25 mísseis superfície-ar SA-3/S-125 Neva/Pechora.
Em 23 de dezembro de 1999, a brigada de aviação mista formada a partir do 86º Regimento no final da década de 1990, sendo reorganizada na Base Aérea de Decebal.
Em 2002 a força aérea consistia de 1.400 homens.
Em 2007 a força aérea havia sido reduzida para uma força de 1.040 homens, organizados em um esquadrão de helicópteros e um batalhão de mísseis. Possuíam 6 MiG-29S, atualizados na Ucrânia e estacionados na Base Aérea de Mărculeşti, 8 helicópteros Mi-8, 5 aeronaves de transporte (incluindo um Antonov An-72), e 12 mísseis superfície-ar SA-3.
Em março de 2010, a Força Aérea da Moldávia assinou um acordo com a Força Aérea da Roménia sobre a troca de informações acerca de aeronaves militares voando próximo da fronteira, troca de dados de radar, obrigação de fornecer suporte mútuo para aeronaves militares em emergência e operações conjuntas futuras. Em 2011, a Brigada Dimitrie Cantemir tornou-se um regimento.

## Aeronaves
Em um acordo finalizado em 10 de outubro de 1997, os Estados Unidos adquiriram 14 MiG-29C, descritos pelos oficiais americanos como plataformas para armas nucleares. Além disso, os EUA também compraram seis MiG-29A, um MiG-29B, 500 mísseis ar-ar e todas as partes e equipamentos de diagnóstico presentes na Base Aérea da Moldávia onde as aeronaves estavam paradas. Em retorno, a Moldávia recebeu cerca de US$40.000.000, assistência humanitária e artigos de defesa pessoal não-letais. A compra não ocorreu sem ter opositores na Moldávia, e o então Ministro da Defesa Valeriu Pasat posteriormente seria indiciado por vendas ilegais de aeronaves para os EUA. Todos estes MiG-29 foram transportados para o Centro de Inteligência Aérea Nacional na Base Aérea de Wright-Patterson em aviões de transporte C-17, em um período de duas semanas.
No final de 1998 a Moldávia também vendeu 10 MiG-29 para a Eritrea, mas foi especulado que estas aeronaves não estavam mais aeronavegáveis.
Em fevereiro 2012, o Ministro de Defesa anunciou que oito aviões e oito helicópteros de transporte militar seriam adquiridos ao custo de US$240 milhões.

### Frota atual

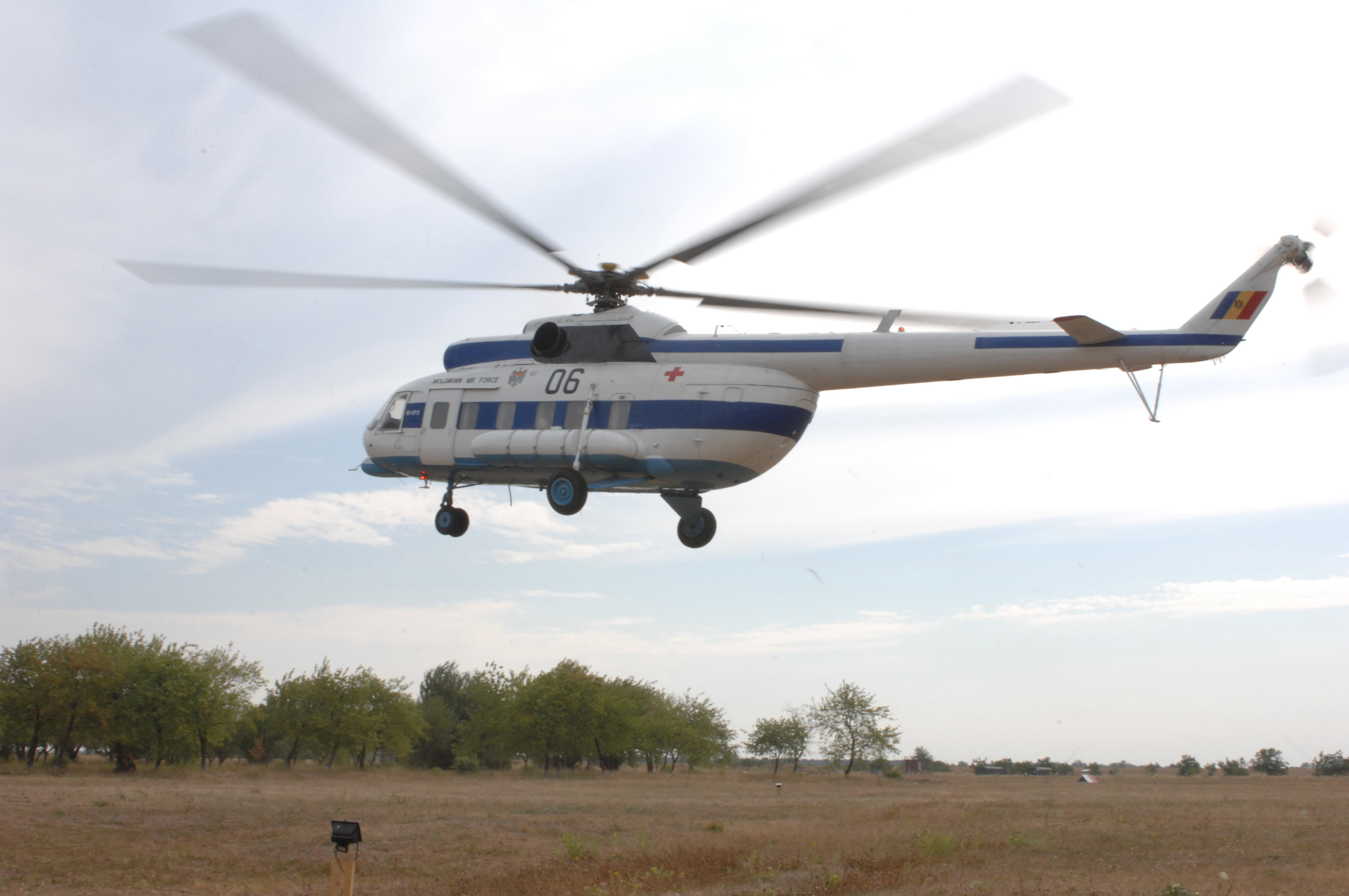
Mi-8PS moldávio para transporte VIP (antigo helicóptero de Nicolae Ceaușescu

| Aeronave     | Origem          | Tipo       | Versão     | Em serviço | Notas                                        |            |
| Transporte   | Transporte      | Transporte | Transporte | Transporte | Transporte                                   | Transporte |
| ------------ | --------------- | ---------- | ---------- | ---------- | -------------------------------------------- | ---------- |
| An-26        | União Soviética | transporte |            | 1          |                                              |            |
| Helicópteros |                 |            |            |            |                                              |            |
| Mil Mi-2     | Polônia         | utilitário |            | 1          | operado pelas Forças Armadas da Transnístria |            |
| Mil Mi-8     | Rússia          | utilitário | Mi-8/171   | 1          | operado pelas Forças Armadas da Transnístria |            |

### Aposentados
A Moldávia recebeu aproximadamente 34 MiG-29 do colapso da União Soviética em 1991, que provaram ser muito custosos para manter e então vendidos para a Eritrea, Iêmen e Estados Unidos. Outras aeronaves não aeronavegáveis foram o An-2, Tu-134 e alguns An-24.

## MiG-29 moldávios em exibição

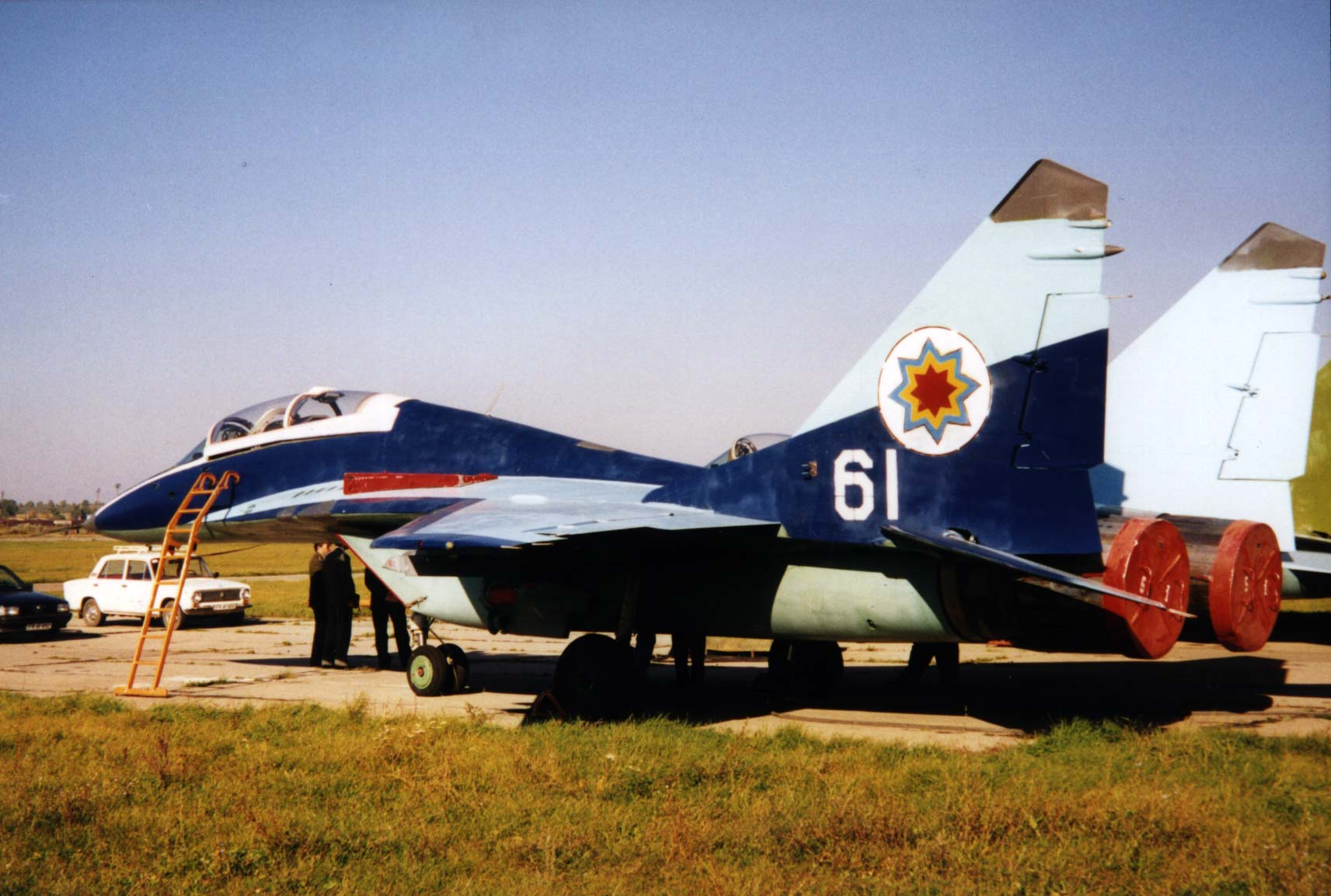
MiG-29UB moldávio (1997)

- Base Aérea de Goodfellow em San Angelo, Texas.[15]
- Aeródromo de Fallon
- O Centro de Inteligência Aérea Internacional na Base Aérea de Wright-Patterson, Ohio. Um MiG-29UB com dois assentos está em exibição.[16]
- 2 MiG-29 estão em exibição na Base Aérea de Nellis. Um está na parte externa da Facilidade de Treinamento de Ameaças e outro, em melhor estado, dentro de um hangar ao lado de um MiG-23.[17]
- Um está atualmente armazenado para restauração em um hangar no Museu Nacional da Força Aérea dos Estados Unidos, próximo a Dayton (Ohio). Até junho de 2007, a aeronave estava exposta na Exibição da Guerra Fria do Museu e continua a receber melhorias.[18][19]